# Ароука
Ма́ркос Аро́ука да Си́лва (порт.-браз. Marcos Arouca da Silva; род. 11 августа 1986, Дуас-Баррас, Рио-де-Жанейро), более известный как просто Ароука — бразильский футболист, полузащитник.

## Биография
Воспитанник футбольного куба «Флуминенсе», в котором обучался с 14 лет. В 2003 году в составе юношеской сборной Бразилии (до 17 лет) стал чемпионом мира. В главной команде «Флу» стал появляться с 2004 года, а в 2005 году, в первую очередь, благодаря доверию со стороны тренера Абела Браги, стал игроком основы. В 2007 году завоевал с «Трёхцветными Кариоки» Кубок Бразилии. В 2008 году «Флуминенсе» впервые в своей истории дошёл до финала Кубка Либертадорес, где уступил эквадорскому ЛДУ Кито. Ароука был одним из лидеров в той команде.
В начале 2009 года было объявлено о переходе Ароуки в стан участника Кубка Либертадорес и действующих чемпионов Бразилии «Сан-Паулу». В 2010 году Ароука был отдан в аренду в «Сантос». В 2011 году «Сантос» выкупил права на Ароуку у «Сан-Паулу». Игрок стал одним из лидеров в полузащите своей команды в победной кампании Кубка Либертадорес 2011 года. Он был признан лучшим игроком второго финального матча против «Пеньяроля», в котором «Рыбы» переиграли уругвайскую команду со счётом 2:1. На счету Ароуки — результативная передача на Неймара, когда нападающий сборной Бразилии открыл счёт в игре и в двухматчевом противостоянии.

## Достижения
- Чемпион Бразилии: 2016
- Обладатель Кубка Бразилии (3): 2007, 2010, 2015
- Чемпион штата Рио-де-Жанейро: 2005
- Чемпион штата Сан-Паулу (3): 2010, 2011, 2012
- Обладатель Кубка Либертадорес: 2011
- Финалист Кубка Либертадорес: 2008
- Обладатель Рекопы Южной Америки: 2012
- Чемпион мира среди игроков до 17 лет: 2003